# Evolucionismo social
Evolucionismo social refere-se às teorias antropológicas e econômicas de desenvolvimento social segundo as quais acredita-se que as sociedades têm início em um estado primitivo e gradualmente tornam-se mais civilizadas com o passar do tempo. Nesse contexto, o primitivo é associado com comportamento animalístico; enquanto civilização é associada com a cultura europeia do século XIX.

## Mais sobre o evolucionismo
Evolucionismo social, resultante de uma aplicação do evolucionismo biológico ao nível de estruturação das sociedades humanas, é uma teoria onde as sociedades são julgadas pelo seu nível de progresso, de desenvolvimento. Fazendo assim com que a sociedade mais “evoluída” se torne a sociedade do “eu” e a outra, exatamente assim, a do “outro”. E, portanto, a mais importante, a de mais valor para ser estudada é a mais avançada.
O problema é: minha ideia sobre quais fatores influenciáveis  são avaliados para que vejamos qual das sociedades é mais evoluída? Foi citado no livro, inclusive, que:  se o mediador fosse o futebol, por exemplo, os brasileiros seriam a sociedade do “eu”. E, ao analisarmos os fatores que “definiam a cultura” como mediadores, vemos que teríamos que levar em consideração coisas como a arte, as leis e a moral. A dificuldade nisso é que nem todas as culturas precisam ter uma lei definida, uma arte definida ou ainda uma moral para que existam. Esses conceitos são muito relativos. Ou seja, só em partir desse ponto para a análise comparativa das sociedades, já é visível o etnocentrismo. A tomada dos nossos valores culturais como os melhores. E, segundo o evolucionismo, todas as culturas dos “outros” necessitavam nada mais do que aquilo que era importante para a sociedade do “eu” e por isso a investigação ou conhecimento maior dessas outras culturas não levava a nada, tal que elas que deveriam se encaixar ao modo em que as coisas eram na sociedade do “eu”.
Vai muito além, quando acreditamos em evolucionismo, formamos ai uma visão etnocêntrica, o etnocentrismo está diretamente associado ao evolucionismo principalmente por não acreditar que o "outro" pode ser importante também. Há outros valores imbu tidos neste contexto como a xenofobia por exemplo. A partir do momento que eu não aceito a cultura do "outro" eu passo a discrimina-lo, despreza-lo e menospreza-lo.(Baseado no livro "O que é o etnocentrismo?" de Everardo Rocha)[carece de fontes?]

## História e base teórica
O Evolucionismo social, mais precisamente o evolucionismo cultural,  é uma teoria criada por Edward Burnett Tylor, Lewis Henry Morgan e Herbert Spencer. O evolucionismo social representou uma tentativa de formalizar o pensamento social com linhas científicas modeladas conforme a teoria biológica da evolução. Se organismos podem se desenvolver com o passar do tempo de acordo com leis compreensíveis e deterministas, parece então razoável que sociedades também o podem. Isso marca o início da antropologia como disciplina científica e uma despedida das tradicionais visões religiosas de culturas "primitivas".
Além de influenciado pela biologia, o evolucionismo social tinha raízes na filosofia iluminista e pós-iluminista. Hegel, por exemplo, argumentou que o desenvolvimento social era um processo inevitável e determinado, similar a uma bolota que não tem escolha a não ser tornar-se um carvalho. Da mesma forma, assumia-se que as sociedades começavam primitivas, talvez num estado Hobbesiano de natureza, e naturalmente progredindo a algo parecido com a Europa industrial.
Embora a ideia de que as sociedades desenvolvem-se com o passar do tempo não tenha desaparecido, outras teorias modernas são muito mais sensíveis culturalmente, e geralmente incorporadas a entendimentos mais progressivos de teoria evolucionária.
A teoria evolucionista é fruto de um conjunto de pesquisas, ainda em desenvolvimento, iniciadas pelo legado deixado pelo cientista inglês Charles Darwin. Em suas pesquisas, ocorridas no século XIX, Darwin procurou estabelecer um estudo comparativo entre espécies aparentadas que viviam em diferentes regiões. Além disso, ele percebeu a existência de semelhanças entre os animais vivos e em extinção.
A partir daí ele concluiu que as características biológicas dos seres vivos passam por um processo dinâmico onde fatores de ordem natural seriam responsáveis por modificar os organismos vivos. Ao mesmo tempo, ele levantou a ideia de que os organismos vivos estão em constante concorrência e, a partir dela, somente os seres melhores preparados às condições ambientais impostas poderiam sobreviver.
Contando com tais premissas, ele afirmou que o homem e o símio teriam uma mesma ascendência a partir da qual as duas espécies se desenvolveram. Contudo, isso não quer dizer, conforme muitos afirmam, que Darwin supôs que o homem é um descendente do símio. Em sua obra, A Origem das Espécies, ele sugere que o homem e o símio, devido suas semelhanças biológicas, teriam um mesmo ascendente em comum.
A partir da afirmação de Charles Darwin, vários membros da comunidade científica, ao longo dos anos, se lançaram ao desafio de reconstituir todas as espécies que antecederam o homem contemporâneo. Entre as diferentes espécies catalogadas, a escala evolutiva do homem se inicia nos Hominídeos, com mais de quatro milhões de anos.
O Homo habilis (2,4 – 1,5 milhões de anos) e o Homo erectus (1,8 – 300 mil anos) compõem a fase intermediária da evolução humana. Por fim, o Homo sapiens neanderthalensis, com cerca de 230 a 30 mil anos de existência, antecede ao Homo sapiens, surgido há aproximadamente 120 mil anos, que corresponde ao homem com suas características atuais.